# Логограф (право)
Вижте пояснителната страница за други значения на Логограф.
С термина логограф (от старогръцки λογογράφος, буквално словописец) се означават 2 групи хора в Елада.

## Съдопроизводство
Отначало това означава автор на защитни и обвинителни речи в съда – елиеята до 5 в. пр. Хр. В Атинския съд това е човек, който пише защитните речи на гражданите.
Логорафите се появяват в Древна Гърция като следствие на устройството на правосъдната система, според която всеки гражданин защитава и представя пред съда сам своя случай. Поради различната начетеност и способност на гражданите да излагат тезите си в съзвучие със законите, не всички се чувствали способни да изготвят защитни и нападателни речи. Затова прибягвали до помощта на логографите, които не представяли случая в съда – всеки трябвало да направи това сам, но подготвяли речите и ги предоставяли на ищеца или подсъдимия.
Запазени са имената на мнозина известни логографи, както и някои от техните речи. Това са образци на реторическото изкуство и умението да се структурира съждение в словесен вид, с логическа връзка и развитие. Най-известен е бил Лизий от Атина.

## История
В края на Класическата епоха Тукидид нарича с това име всички историци преди Херодот.